# 涡拉溪
涡拉溪（英語：Wolli Creek）是悉尼南部的一個市區，位於澳大利亞新南威爾斯州，坐落在涡拉溪和庫克河水道旁邊。 涡拉溪位於晏其列扶和天丕區之間，距離悉尼中央商務區10公里，是聖佐治地區的一部分。涡拉溪屬於新南威爾斯州地方政府區域堤畔議局管轄。

## 歷史

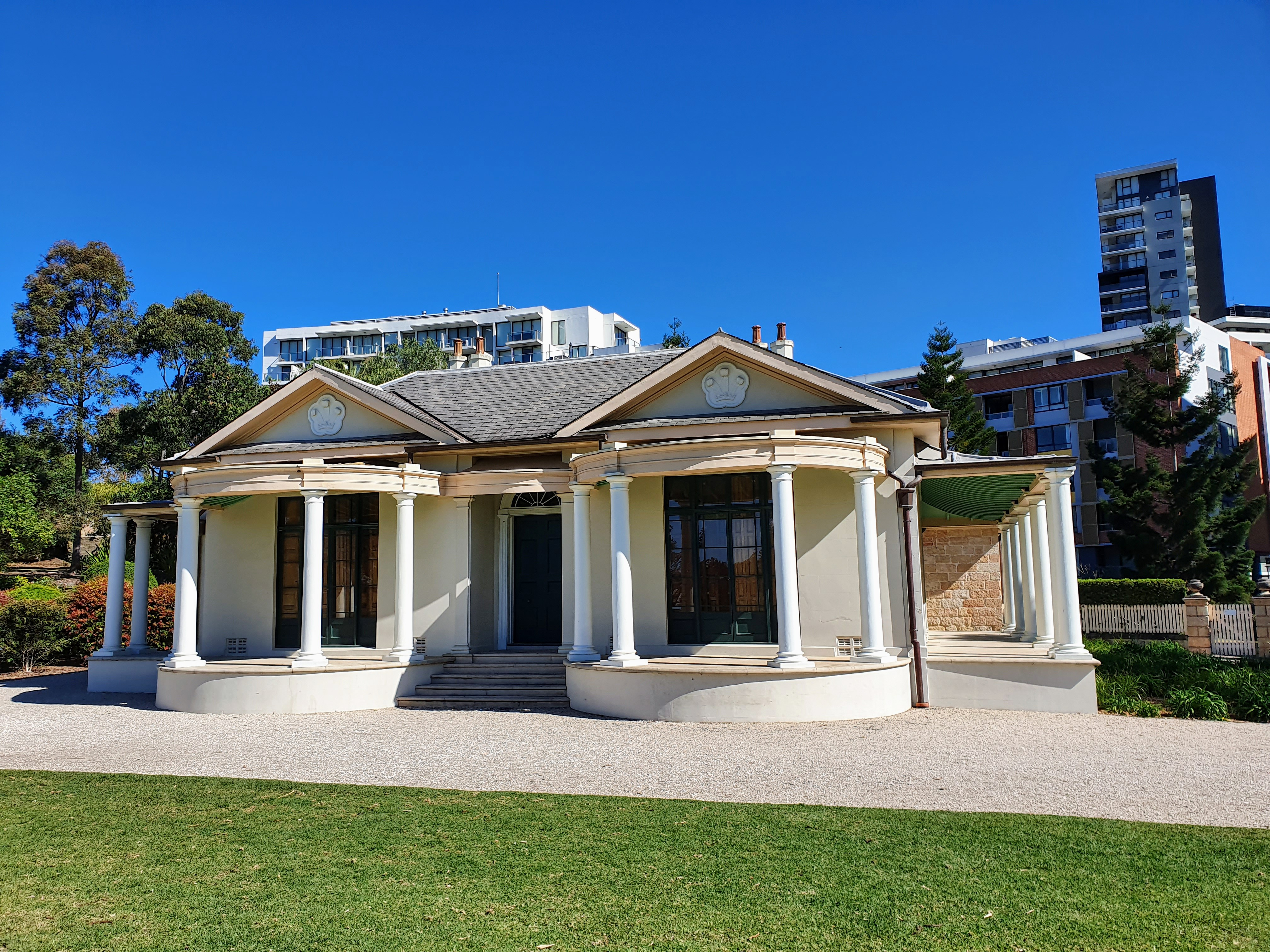
Tempe House

涡拉溪得名於以其北部邊界的水道。
該郊區曾是Arncliffe的一部分。Reuben Hannam最初於1825年在庫克斯河畔獲分配這片土地。Alexander Brodie Spark於1826年購買了這片土地，並於1836年建造了樓房Tempe House。此建築物被命名為「Vale of Tempe」，來自古希臘傳說中位於奧林匹斯山腳下的美麗山谷。 Tempe House由John Verge設計，具有格魯吉亞風格，被認為是悉尼最具特色的建築物之一。
1863-1865年，慈善家Caroline Chisholm將Tempe House出租，用作女子寄宿學校。該莊園在此期間被稱為Greenbank，是Chisholm工作的理想地點。她對莊園評價良好，稱其房間寬敞舒適，並且有「美麗開闊的果園和陰涼的小徑」。
1884年，莊園售予好撒瑪黎雅人修女會，用作女性的慈善庇護所。姐妹會在此建造了令人印象深刻的St Magdalen教堂（1888年）。據信，教堂是悉尼主要建築設計公司Sheerin＆Hennessy的作品——此公司也設計了Manly的大主教住所和聖帕特里克學院。這一座新哥特式風格的教堂具有重要的文化意義。此教堂現已轉為世俗用途，作為Discovery Point重建項目的一部分進行了修復。Tempe House亦已列入國家地產登記冊。
後來，該地區成為工業重地，直到20世紀90年代末。此時，該區被提議重建為商業居民區。新郊區起初被稱為North Arncliffe，但居民請求議會投票，選擇一個更好的名字。 涡拉溪是最受歡迎的選擇。最終，涡拉溪於2000年獲得火車站，於2002年正式獲得郊區地位。

## 登記古蹟
涡拉溪已登記的古蹟包括：
- 1 Princes Highway: Tempe House and St Magdalenes Chapel（英语：Tempe House and St Magdalenes Chapel）[5]

## 商業區

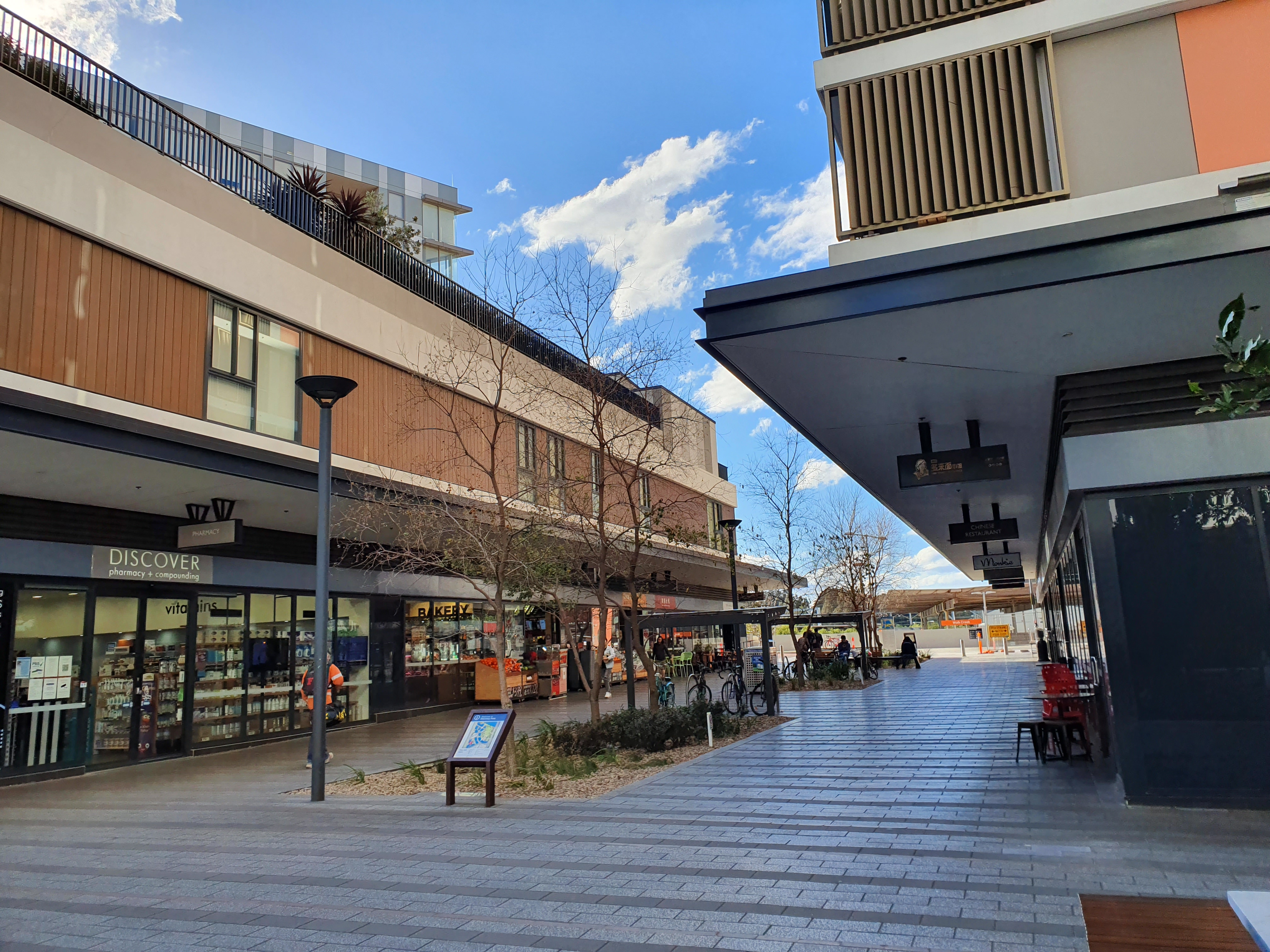
Village Square 的食肆和商店

涡拉溪曾經是工業地帶，但在2010年代重建為高密度住宅和商業區。它靠近悉尼中央商務區和悉尼機場，所以是良好的住宅區地段。
此區具有奧樂齊超市，沃爾沃斯超市和Dan Murphy酒類商店（Dan Murphy's）。
主要的零售區是 Village Square，正對著涡拉溪火車站入口。Magdalene Terrace的奧樂齊超市超市於2019年2月20日開業。
涡拉溪有兩家酒店：悉尼國際機場諾富特酒店和CKS悉尼品質酒店。

## 人口
根據2016年普查，涡拉溪的人口為6,394。48.5％的人口年齡在25歲至34歲之間，比全國平均水平14.4％明顯更高。最常見的出生國家是：中國（24.7％），澳大利亞（21.7％），蒙古（4.9％）， 巴西（4.3％），印度尼西亞（3.4％）和印度（2.9％）。 只有24.7％的在家裡說英語——其他語言包括官話24.2％，粵語5.9％，蒙古語4.6％，葡萄牙語4.1％和印度尼西亞語3.1％。 最常見的宗教是無宗教（無神論等）41.9％和天主教 15.5％。 97.3％的住宅是公寓；每戶的平均人口數是2.4。

## 交通

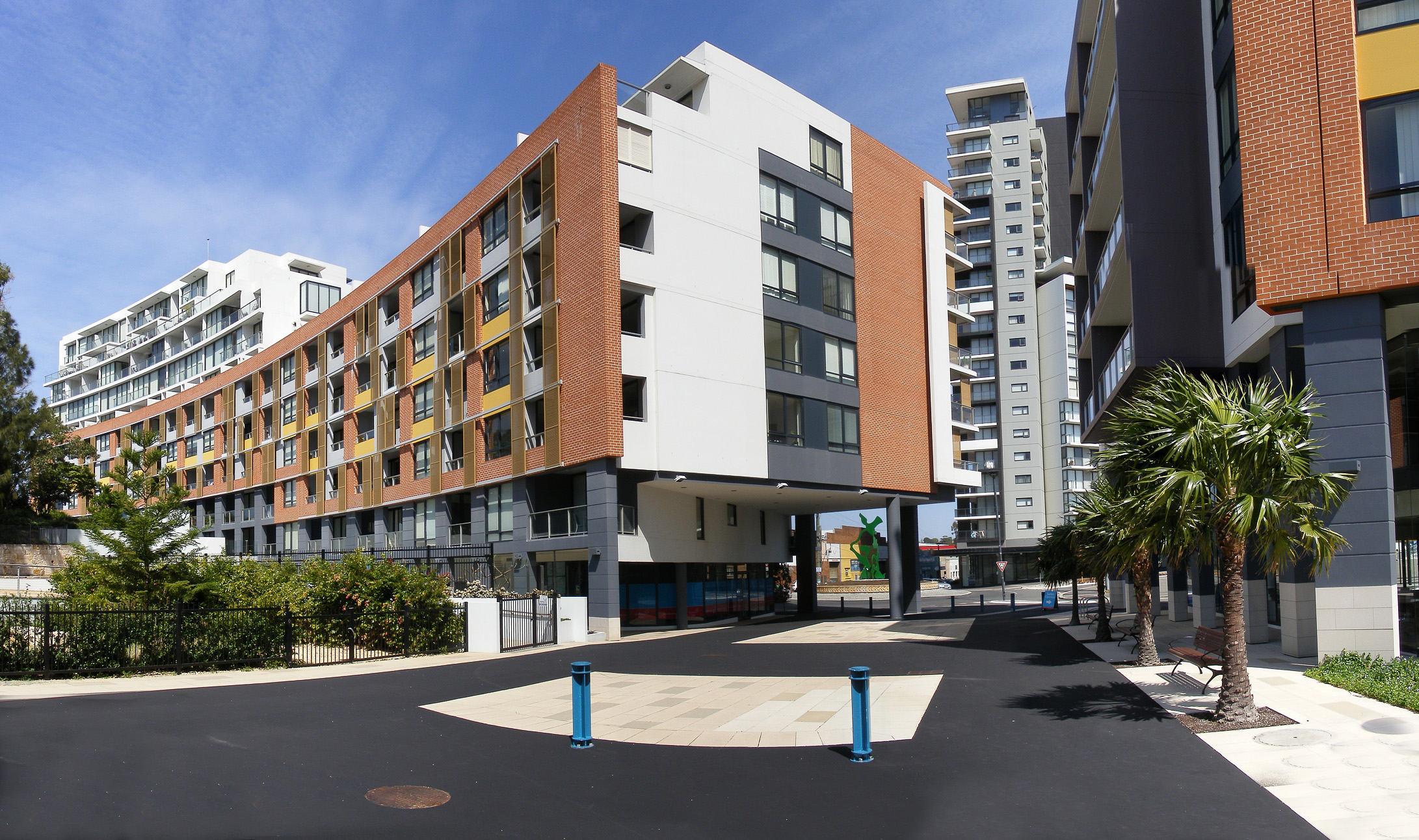
Abodements in Brodie Sparks Drive

太子公路將涡拉溪向北連接到Tempe和悉尼中心商業區，向南連接到Arncliffe和Rockdale。M5西南高速公路在附近的Arncliffe有出入口，向西南方向通往利物浦，東北方向朝向Botany灣、機場和悉尼中心商業區。
渦拉溪站是城市鐵路網絡兩條線路的中轉站。
涡拉溪有幾條不同的巴士路線。348路巴士在涡拉溪火車站停靠，繼續通過Tempe，St Peters，Kensington，新南威爾士大學和Randwick前往Bondi Junction。422巴士路線從Kogarah前往涡拉溪，然後繼續通往中心商業區。

## 休閒設施
卡希爾公園（Cahill Park）位於太子公路和格特魯德街（Gertrude Street）交界處，面朝庫克斯河（Cooks River）。 提供的設施包括遊樂場設備，電燒烤以及板球和橄欖球運動場。 公園旁亦有數個網球場。Discovery Point Park是一個私人擁有的公園，向公眾開放，位於太子公路和Brodie Sparks Drive交界處，擁有超過3公頃的園景海濱公園，提供步行和單車設施。其他娛樂設施包括位於孖庶街（Marsh Street）的Kogarah高爾夫球場和位於Levey街的St George划船俱樂部。

## 外部連結
- 维基共享资源上的相關多媒體資源：涡拉溪

33°55′49″S 151°09′15″E / 33.930173°S 151.154279°E